# Сименс-Шукерт D.I/IV
Сименс-Шукерт D.III је немачки ловачки авион. Авион је први пут полетео 1917. године. 

Направљено је укупно око 300 авиона свих модела из ове фамилије авиона, који су имали за своје време изузетну брзину пењања.

## Пројектовање и развој
Авион Сименс-Шукерт D.III је развио инжењер Харалд Волф на основу серије прототипова D.II. Прототип је полетео октобра 1917. године а производња је трајала од октобра 1917. до јесени 1918. За то време је произведено 80 јединица ових авиона.

## Технички опис
Овде је описан авиона Сименс-Шукерт D.III као најрепрезентативнији авион ове фамилије.
Труп авиона је округлог попречног пресека дрвене конструкције. Летелица је имала кратак, али добро рационализован, кружни труп, лепљен од фурнира применом Роландове технологије, потпуно обложен вишеслојним фурниром са веома израженом аеродинамичном линијом.  Иза мотора  и резервоара за гориво налазила се једноседа отворена кабина за пилота који је био заштићен ветробранским стаклом.
Авион је био опремљен ваздухом хлађеним ротативним радијалним мотором, Siemens-Halske Sh III снаге 160 KS. Мотор је био заштићен металном хаубом. Код модификованих хауба налазили су се отвори који су омогућавали боље хлађење мотора. На вратилу мотора је била причвршћена четворокрака, вучна, дрвена елиса, непроменљивог корака чија је веза са вратилом мотора била покривена металном капом. Четворокрака елиса је знатно смањила пречник елисе у односу на двокраку па је то скратило конструкцију стајног трапа а тиме и тежину авиона.
Крила су била дрвене конструкције са две дрвене кутијасте рамењаче пресвучена импрегнираним ланеним платном релативно танког профила. Крилца за управљање авионом су се налазила и на горњим и доњим крилима. Крила су између себе била повезана са два пара упорница у облику латиничног слова V. Затезачи су били од клавирске челичне жице. Крила су била једнаких размаха, правоугаоног облика са заобљеним крајевима а доње крило је било уже од горњег крила. Горње крило је било померено ка кљуну авиона у односу на доње крило. Конструкције репних кормила правца и дубине су била направљена од дрвета пресвучена платном.
Основни део стајног трапа се састоји од челичне конструкције са два точка на фиксној осовини. Tочкови су били димензија Ø 710 mm x 85 mm а размак између точкова је био 1.700 mm. Амортизација је била помоћу лиснатих челичних опруга. Трећа ослона тачка авиона је била дрвена еластична дрљача уграђена испод репа авиона.
Авион је био наоружан са 2 фиксна синхрнизована митраљеза Шпандау LMG 08/15 калибра 7,92 mm, са комплетом муниције од 500 метака за сваки митраљез.

## Варијанте
- D.I - Авион са мотором  снаге 110 KS (82 kW) и двокраком елисом, серијска производња 95 ком. 1916/1917.
- D.II - Серија прототипова авиона заснованих на новом мотору  Siemens & Halske Sh.III снаге 160  (117 kW) ниједан модел се није серијски производио
- D.III - Авион са мотором  снаге 160  (117 kW) и четворокраком елисом, серијски произведено 80 ком. 1917/1918.
- D.IV - Авион са мотором Siemens & Halske Sh.IIIа снаге 210 KS (154 kW) и четворокраком елисом, серијски произведено 119 ком. 1918.

### Технички подаци фамилије авиона  Сименс-Шукерт D.I/IV[2]
| Величине           | Сименс-Шукерт D.I | Сименс-Шукерт D.II | Сименс-Шукерт D.III | Сименс-Шукерт D.IV |
| ------------------ | ----------------- | ------------------ | ------------------- | ------------------ |
| Година производње  | 1916/1917.        | 1917.              | 1917/1918.          | 1918.              |
| Намена             | ловац             | прототип           | ловац               | ловац              |
| Посада             | 1                 | 1                  | 1                   | 1                  |
| Дужина             | 6,00 m            | 5,70 m             | 5,70 m              | 5,70 m             |
| Размах             | 8,18 m            | 8,50 / 9,00 m      | 8,43 m              | 8,35 m             |
| Висина             | 2,59 m            | 2,80 m             | 2,80 m              | 2,80 m             |
| Површина крила     | 14,40 m²          | 16,00 m²           | 18,84 m²            | 15,12 m²           |
| Маса празног       | 444 kg            | 500 kg             | 523 kg              | 540 kg             |
| Полетна маса       | 654 kg            | 700 kg             | 725 kg              | 735 kg             |
| Погон (мотор)      | 110               | 160 KS             | 160 KS              | 210 KS             |
| Највећа брзина 0 m | 172 km/h          | 175 km/h           | 180 km/h            | 190 km/h           |
| Плафон лета        | 5000 m            | 7000 m             | 8000 m              | 8000 m             |
| Долет              | 700 km            | 700 km             | 720 km              | 760 km             |
| Успон              | 224 m/min         | 261 m/min          | 511 m/min           | 470 m/min          |
| Наоружање митраљез | 1 х LMG 08/15     | 2 х LMG 08/15      | 2 х LMG 08/15       | 2 х LMG 08/15      |
| Испоручено ком.    | 95                | 6                  | 80                  | 119                |

## Наоружање
| Наоружање авиона: Сименс-Шукерт |                       |
| Ватрено (стрељачко) наоружање   |                       |
| Топ                             |                       |
| Митраљез                        |                       |
| Број и ознака митраљеза         | 2 x Spandau LMG 08/15 |
| Калибар                         | 7,92                  |
| Бомбардерско наоружање (бомбе)  |                       |
| Ракетно наоружање (ракете)      |                       |

## Оперативно коришћење
Авион, Сименс-Шукерт D.III је скраћено означен као SSW D.III, његово тестирање је почело у октобру 1917. а успешно завршено у децембру, кад је наручено 20 предсеријских авиона ловца. У фебруару 1918. је уследила већа поруџбина од 80 авиона, а 16. марта је први од њих стигао на фронт. SSW D.III је био у служби у осам немачких борбених ескадрила и остао је у служби до краја рата. До краја маја, 42 Сименс-Шукерт D.III су се бориле на западном фронту. Пилоти су били задовољни њима. Нови ловац је имао велику брзину, добру управљивост и одличну брзину успона, битну карактеристику за ловца.
Истовремено са SSW D.III, тестиран је још један прототип ловца са ужим крилима. Због смањења аеродинамичког отпора испоставило се да је био бржи, али да је имао лошију хоризонталну управљивост. Овај модел је такође усвојен под ознаком SSW D.IV за опремање ескадрила ПВО. У априлу је Сименс добио поруџбину за 50 ових авиона. SSW D.IV се добро показао као пресретач против савезничких брзих бомбардера попут Де Хавиланд DH.4, DH.9 и Бреге 14. У лето је компанија добила поруџбину за 110 таквих ловаца, а на јесен још 200, али до краја рата испоручено је само 119 авиона, а само око половине успело је да учествује у непријатељствима. После потписивања примирја преостало је 44 авиона, који су уништени на основу Версајског уговора.

## Земље које су користиле овај авион
- Немачко царство
- Швајцарска

## Сачувани примерци
Један примерак овог авиона је изложен у берлинском музеју војног ваздухопловства (Luftwaffenmuseum Berlin-Gatow).